# Astrocitoma pilocitico
L'astrocitoma pilocitico rappresenta il tumore a più favorevole prognosi tra tutti gli astrocitomi. Si tratta del tumore gliale più comune nei bambini e negli adolescenti, raramente viene rinvenuto in adulti e anziani.
Questo tumore si presenta generalmente come lesione circoscritta, a crescita indolente e può essere solido o cistico. Le cisti possono essere monoloculari o multiloculari, con il nodulo tumorale incapsulato all'interno. L'astrocitoma pilocitico di solito compare a livello di cervelletto, tronco encefalico, regione ipotalamica, nervo e chiasma ottico, ma anche in qualsiasi area dove sono presenti astrociti, tra cui gli emisferi cerebrali e il midollo spinale. Il sito più comune di insorgenza è nel cervelletto. Questo astrocitoma di grado I è di solito un tumore non infiltrante, nel senso che tende a rimanere nella zona in cui è iniziato e a non svilupparsi nel tessuto circostante. Spesso la lesione guarisce  con la sola chirurgia.

## Epidemiologia
L'astrocitoma pilocitico è il glioma più frequente nei bambini, con un'incidenza in entrambi i sessi compresa tra 0,5 e 0,6 casi per 100.000/anno. Dopo la seconda decade di età l'incidenza decresce, con solo pochi casi presenti in età superiore ai 50 anni. Questo tumore rappresenta comunque il 10% degli astrocitomi cerebrali e l'85% di quelli cerebellari.

## Eziologia e Patogenesi
I fattori scatenanti l'insorgenza dell'astrocitoma pilocitico sono sconosciuti. Una trasformazione maligna a tumore di alto grado è rara. L'astrocitoma pilocitico è spesso (40%) associato a neurofibromatosi di tipo 1 (NF1), una malattia autosomica dominante caratterizzata, tra l'altro, dallo sviluppo di tumori a prognosi più o meno favorevole. I gliomi delle vie ottiche, il 60% dei quali sono astrocitomi pilocitici, sono tumori comuni nei pazienti con questa malattia.

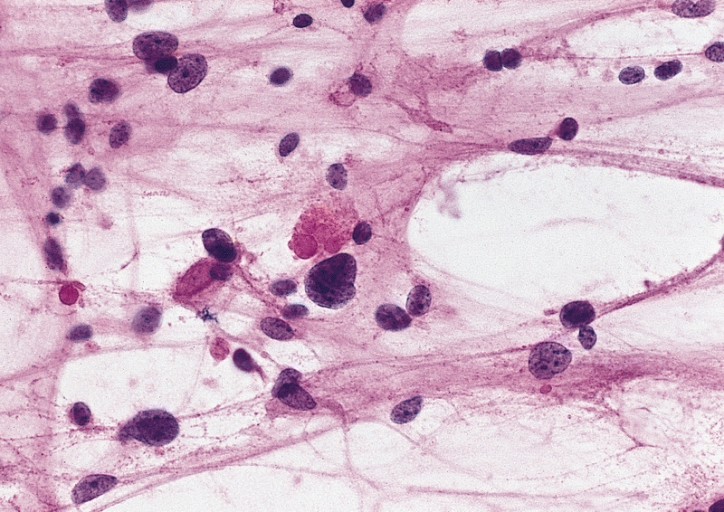
Immagine al microscopio di astrocitoma pilocitico.
Il particolare aspetto fibrillare del citoplasma ricorda dei capelli (da qui il termine pilocitico).

## Anatomia patologica
Macroscopicamente, il tumore si presenta come massa ben circoscritta con un nodulo carnoso associato comunemente a un'ampia cavità ripiena di un liquido che tipicamente coagula all'aria. La neoplasia comunque può anche presentarsi con o senza degenerazione cistica. Al microscopio nelle zone solide la neoplasia è composta da astrociti neoplastici con un citoplasma fibrillare intensamente eosinofilo (colorabile con eosina) e nuclei allungati e rotondeggianti senza atipie. Nelle aree microcistiche i prolungamenti citoplasmatici hanno sempre l'apparenza di fibrille ma sono minori in numero e si irradiano in tutte le direzioni. Molto frequenti nell'astrocitoma pilocitico sono le fibre di Rosenthal ed i corpi granulosi.

## Segni e sintomi
I sintomi più comuni sono dovuti alla compressione del parenchima cerebrale come risultato dell'effetto massa (dovuto alla iperattività di crescita cellulare) o causati all'idrocefalo. Tra questi, i più frequenti sono: nausea, vomito, cefalea, atassia, deficit visivi.

## Diagnosi
La diagnosi di questa neoplasia viene solitamente effettuata servendosi di tomografia computerizzata (TAC) o risonanza magnetica nucleare (RM) del cranio, con mezzo di contrasto (mdc). A cui può oppure no aggiungersi una tomografia ad emissione di positroni (PET), in via complementare.
La risonanza magnetica offre una maggiore sensibilità rispetto alla TAC, tuttavia non è sempre facilmente accessibile e presenta controindicazioni: non può essere effettuata in pazienti portatori di pacemaker, di protesi incompatibili con il campo magnetico, di clips metalliche ecc. L'astrocitoma pilocitico appare, sia alla TAC che alla RM, come un tumore a margini ben definiti, tondeggiante, solido o associato a macro o microcisti. L'assunzione di mdc è pressoché costante e molto intensa. Questo dato è significativo di una vascolarizzazione spiccata del tumore ma non si considera indicativo di malignità. La diagnosi differenziale si pone, per le localizzazioni in fossa posteriore con il medulloblastoma, l'ependimoma e l'emangioblastoma. Nella regione chiasmatica con il craniofaringioma.

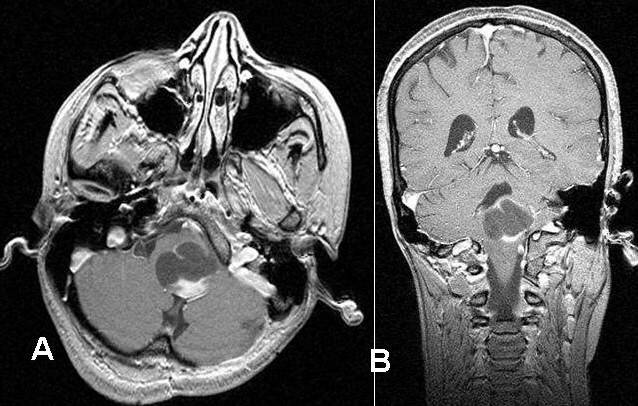
Imaging a risonanza magnetica post intervento di paziente con astrocitoma pilocitico cistico ricorrente del tronco cerebrale.

## Trattamento
Se possibile e radicale, l'intervento chirurgico è definitivamente curativo. La rimozione radicale è documentata dall'esecuzione di una risonanza magnetica dell'encefalo subito dopo l'intervento. In caso di residui tumorali, l'utilizzo di radioterapia è controverso. Nei rari casi di recidive a distanza, la prima opzione di trattamento è un secondo intervento chirurgico. Nei casi di seconde recidive al paziente viene consigliato il trattamento radioterapico e/o chemioterapico.

### Follow up
Dopo l'intervento, il paziente deve eseguire controlli con RM dell'encefalo ogni sei mesi per i primi due anni, quindi annualmente per altri 5-6 anni; infine la cadenza del follow up diventa bi-triennale.

## Prognosi
L'astrocitoma pilocitico ha la miglior prognosi rispetto a tutti gli astrocitomi. Se viene effettuata una resezione totale, la sopravvivenza a 10 anni è di circa il 90% dei casi e dopo una resezione parziale (ovvero biopsia), la sopravvivenza a 10 anni rimane di circa il 45%. Questa neoplasia ha sostanzialmente prognosi favorevole e molto raramente si rileva una trasformazione maligna, con prognosi infausta. Nella letteratura sono riportati rari casi di anaplasia, al punto da suggerire per essi la dizione di astrocitoma pilocitico anaplastico, di comportamento difficilmente distinguibile dal glioblastoma. Ma da più parti si fa notare che ciò avviene in situazioni in cui il tumore è stato sottoposto a radioterapia e/o chemioterapia, che possono aver promosso la trasformazione maligna.